# Крики
Крики або крикі, мускоги, маскокі (англ. the Creek, Muscogee, Mvskoke) — корінний американський народ на південному сході США. Самоназва — маскокі (Mvskoke). Етнонім «крики» походить від англ. creek («струмок», «потік»): американці так називали одне з індіанських племен, що жило на берегах річки.
Мовно належать до мускогійської мовної групи.

## Історія

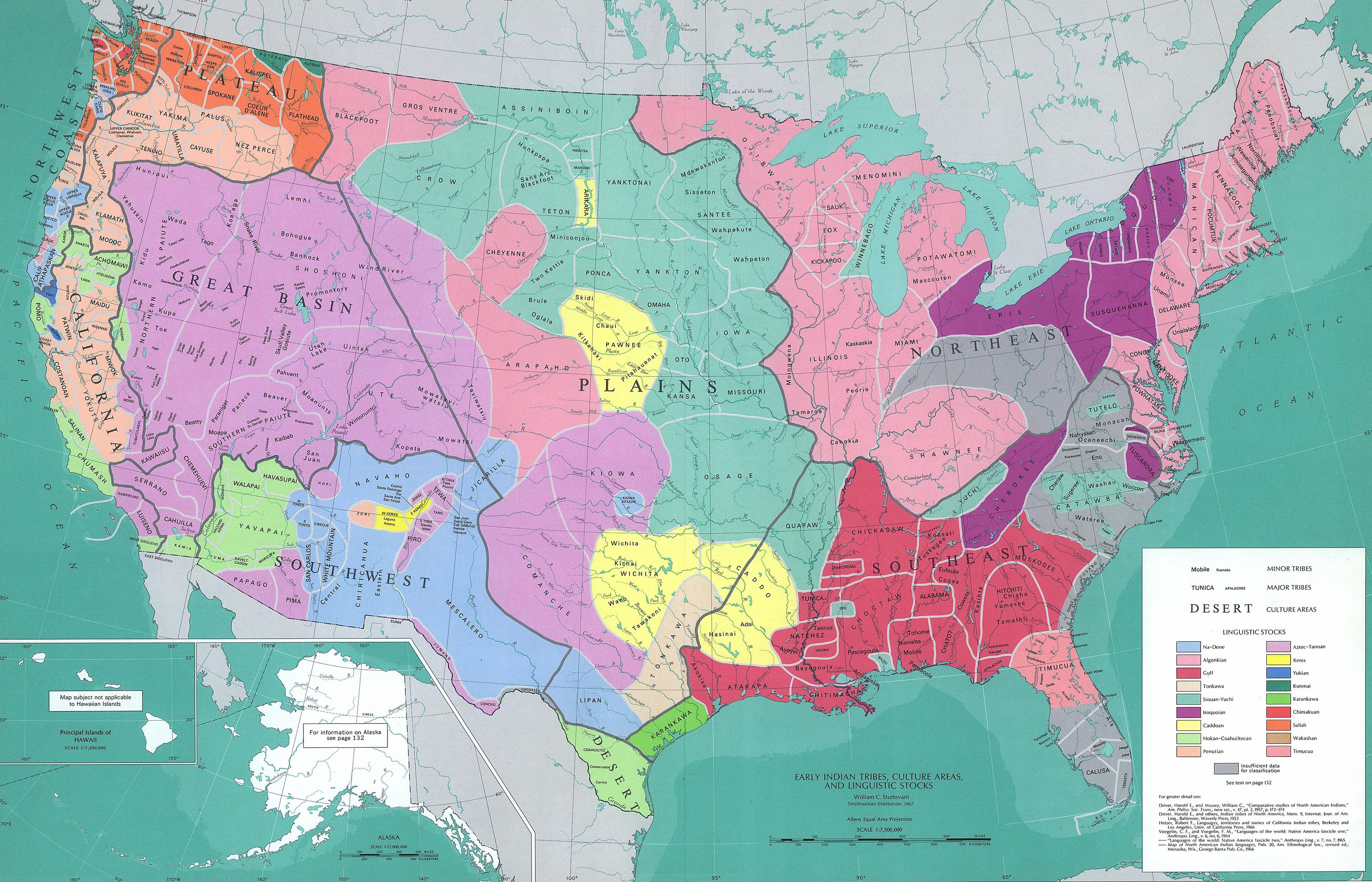
Доколоніальні США

Колоністи зараховували криків до п'яти цивілізованих племен.
Вважається, що маскокі були племенами будівельників курганів міссісіпської культури у 800—1500 роках у сточищі річки Теннессі у штатах Теннессі і Алабама, і можливо зв'язаними з утінахіка південної Джорджії.
Крики були конфедерацією наступних племен: ючиси, алабами, кузи, ковети, куссіти, чіхави, хитчіти, тукабатчи, оакфуски і багато інших. Поселення конфедерації були незалежними і лежали у сучасних штатах Теннессі, Алабама і Джорджія, населення якої розмовляло незалежними мовами (хитчіті, алабама, коушатта). Англійці прозвали криками (creek — значить струмок, річечка) індіанське плем'я, що жило вздовж річки Окмулгі у Південній Кароліні.
Протягом американської революції верхні крики стали на сторону англійців, а нижні — воювали на стороні американців. Після війни експансія на територію конфедерації крики продовжилася. Окремі вожді поселень продавали свою землю колоністам. Лідер криків О. Гілліврей підписав 1780 року у Нью-Йорку угоду про визнання США незалежності крикської держави, проте з його смертю у 1793 році експансія продовжилася.
У 1799—1832 роках існувала незалежна держава (штат) Мускоги зі столицею у поселенні Мікасуке (біля сучасної столиці Флориди Таллахассі) у складі мускогів і семінолів.
У 1812—1813 роках відбулася громадянська Крикська війна, також відома як Війна Червоних Палиць. Верхні крики протестували проти цивілізування за планом Джорджа Вашингтона, тому вони напали на нижні крики. Американці, нижні крики, черокі розбили верхні крики. Був підписаний мир за яким вони позбулися 81 тис. км². Деякі крики втекли в іспанську Флориду, де вони об'єдналися у так званих семінолів, що вели три Семінольських війни у 1817—1858 роках.

## Сучасність
Більшість з народу була переселена у резервації за Угодою сліз 1834 року. Мускоги живуть в Атморі на північному сході від Мобіла, де мають казино і 16-ти-поверховий готель. Деякі крики живуть у неофіційних поселеннях у Флориді. Багато живуть у південно-східних штатах серед американців.
В Оклахомі існує «Мускоги нація» з урядом в Окмулгі, Оклахома, що має 106 млн доларів національного бюджету, має 2400 робітників, підтримує народні установи у 8-ми адміністративних районах, володіє підприємствами, казино у Талсі й Окмулгі. Мускоги нація заснувала дворічний індіанський коледж в Окмулгі.
Народ тлоптлокко живе в Окіма, Оклахома.
Народ кіалігі живе у Ветумка, Оклахома.

## Житло і побут
Плем'я «крики» було осілим і жило у солом'яних хатинах, не у вігвамах як кочові племена. Вони побудували свої будинки навколо Пасковой, складні церемоніальні центри, які також включали значні земні піраміди. Чоловіки були мисливцями й іноді йшли на війну, щоб захистити сім'ї. Жінки були фермерами і також зробили велику частину турботи про дітей і кулінарії. Обидві статі брали участь в розповіданні історій, художніх роботах, музиці і народній медицині. У минулому керівником був тільки чоловік, але сьогодні і жінка-«крик» може брати участь в уряді. Мешканці племені практикували сільське господарство і розводили корів, коней і свиней, як домашню худобу. «Крики» були відомі своїми кошиками, і заскленим глиняним посудом. Коли вони повинні були переїхати в Оклахому, жителі не могли отримати матеріали, які вони раніше використовували для деяких традиційних ремесел, таким чином, вони концентрувалися більше на інших ремеслах, таких як вишивка бісером. Вони зазвичай ховали своїх мертвих у квадратні ями під ліжком, де покійні залишалися лежати у своїх доміках.

## Вбрання
Чоловіки племені носили пов'язки на стегнах і шкіряні вузькі штани. Кричанки носили спідниці з запахом і мантії, зроблені з замші або витканого волокна. Чоловіки спочатку не носили сорочок, але обидві статі носили плащі в більш прохолодну погоду. «Крики» також носили мокасини на ногах. Пізніше пристосували європейський костюм до свого власного характерного стилю, включаючи блузки, жакети й пишні спідниці, прикрашені стрічковою аплікацією.
Певні місця були присвячені мирним церемоніям і були відомі як "білі міста, ", в той час як інші, поміщені окремо для військових церемоніалів, були призначені як «червоні міста.» Щороку Зелений Фестиваль Зерна, був проведений в Пасковій, де розпалювали Священний Вогонь. Оскільки час минув, «Італва» почав поширюватися, і в кінці 1700-их будинки починали відокремлюватися милями зернових культур. Деякі почали будувати деревинні будинки з димарями, можливо заснованими на їх впливі європейців і їх схильності до будівельної техніки. Урядова структура племені «Крики» складалася з наступного: Керівник (або Mico), Помічник Керівника та Головного Спікера.